# Уразаевское сельское поселение (Азнакаевский район)
Уразаевское сельское поселение — сельское поселение в Азнакаевском районе Татарстана. 
Административный центр — село Уразаево.
В состав поселения входит 1 населённый пункт.

## Административное деление
- с. Уразаево